# محفظة استثمارية
إدارة المحافظ الاستثمارية (بالإنجليزية: Portfolio management)‏ هي منهجية لإدارة المنظمات وفق مبادئ إدارة المحافظ الاستثمارية وذلك بغرض تحقيق أفضل العوائد من خلال ممارسات تدعم تحقيق رؤية المنظمة بما يراعي الوضع الراهن للمنظمة، إدارة المخاطر، الحوكمة، آليات اتخاذ القرار وإدارة الاستراتيجيات والأداء وفق تسلسل ينطلق من قياس الوضع الراهن لتحديد (الفجوة)، وكذلك عمل تحديد، تصنيف، أولوية واختيار للاعمال من قائمة الأعمال (الحالية) وفق معايير اختيار تراعي العائد المالي ROI، الموائمة مع الرؤية، البيئة وغيرها من المعايير التي ترجح اختيار بعض الأعمال بما يعطيها أولوية بما يشكل (محفظة أعمال) تضمن تحقيق أفضل العوائد للمنظمة وبما يحقق رؤية وإستراتيجيات المنظمة وفق علم إدارة المخاطر والذي يراعي مستويات التحمل والقبول للمخاطر من قبل اصحاب الصلاحية.